# Taichi Saito
Taichi Saito (en japonés: 斋藤太一, Saito Taichi; 21 de abril de 1993) es un deportista japonés que compite en bádminton. En los Juegos Asiáticos de 2022 consiguió una medalla de bronce en la prueba de equipo.

## Palmarés internacional
| Juegos Asiáticos | Juegos Asiáticos | Juegos Asiáticos  | Juegos Asiáticos |
| Año              | Lugar            | Medalla           | Prueba           |
| ---------------- | ---------------- | ----------------- | ---------------- |
| 2022             | Hangzhou (China) | Medalla de bronce | Equipo           |